# Gabriela Gunčíková
Gabriela Gunčíková, née le 27 juin 1993 à Kroměříž en République tchèque, est une chanteuse tchèque.
Le 10 mars 2016, elle est choisie en interne par la chaîne nationale pour représenter la Tchéquie au concours Eurovision de la chanson 2016 à Stockholm, en Suède avec la chanson I Stand (Je suis debout),.
Elle participe à la première demi-finale, le 10 mai 2015, et qualifie pour la toute première fois son pays pour une finale du concours où elle termine à la 25e position avec 41 points.

## Discographie
Albums studio
- 2011 : Dvojí tvář (Double Face)
- 2013 : Celkem jiná (Total Else)

## Nominations et récompenses
| Année | Travail | Récompense   | Catégorie      | Résultat | Ref |
| ----- | ------- | ------------ | -------------- | -------- | --- |
| 2011  |         | Český slavík | Nouvel artiste | Gagnante |     |